# SBS Entertainment Awards
O SBS Entertainment Awards (Hangul: SBS 연예대상; Hanja: 演藝大賞) é uma cerimônia de premiação realizada anualmente pela Seoul Broadcasting System (SBS), sendo realizada ao final de cada ano onde premia-se os melhores artistas da indústria. Desde 2014, faz parte do SBS Awards Festival, juntamente com o SBS Gayo Daejeon e o SBS Drama Awards.

## Vencedores

### Grande Prêmio (Daesang)
| Edição | Ano  | Vencedor               | Programa                                          |
| ------ | ---- | ---------------------- | ------------------------------------------------- |
| 1ª     | 2007 | Kang Ho-dong           | Star King                                         |
| 2ª     | 2008 | Yoo Jae-suk            | Family Outing                                     |
| 3ª     | 2009 | Yoo Jae-suk, Lee Hyori | Family Outing                                     |
| 4ª     | 2010 | Kang Ho-dong           | Star King, Strong Heart                           |
| 5ª     | 2011 | Yoo Jae-suk            | Running Man                                       |
| 6ª     | 2012 | Yoo Jae-suk            | Running Man                                       |
| 7ª     | 2013 | Kim Byung-man          | Law of the Jungle Eco Village                     |
| 8ª     | 2014 | Lee Kyung-kyu          | Healing Camp, Aren't You Happy Global Junior Show |
| 9ª     | 2015 | Yoo Jae-suk            | Running Man Same Bed, Different Dreams            |
| 9ª     | 2015 | Kim Byung-man          | Law of the Jungle Shaolin Clenched Fists          |

### Vencedores de 2007
| Categoria                                            | Premiados                                         |
| ---------------------------------------------------- | ------------------------------------------------- |
| Prêmio de Recém-Chegado em Comédia                   | Lee Dong-yup Lee Yong-jin                         |
| Prêmio de Preferência em Comédia                     | Kim Tae-hyun Kim Shin-young                       |
| Prêmio de Comédia                                    | Kang Sung-beom                                    |
| Prêmio de Estrela do Ano (categoria Comédia)         | Jung Jae-young Jeong Yong-guk Kim Hyun-jung       |
| Prêmio de Estrela do Ano (categoria Rádio)           | Cultwo Heo Su-gyeong                              |
| Prêmio de Estrela do Ano (categoria Variedade)       | Choi Young-ah Lee Kyung-kyu Park So-hyun          |
| Prêmio de Programa do Ano pela Escolha do Espectador | Line Up                                           |
| Prêmio de Programa Hallyu                            | X-Man                                             |
| Prêmio de Excelência para Programas                  | 1000 Song Challenge One Night of TV Entertainment |
| Prêmio de Alta Excelência para Programas             | Capture the Moment How is that Possible           |
| Prêmio de Entertainer Geral                          | Haha                                              |
| Prêmio de PD                                         | Jo Hyung-ki                                       |
| Prêmio Especial                                      | Ryu Si-won                                        |
| Prêmio de Roteirista                                 | Jo Myung-jin Kim Nam-gyung                        |

### Vencedores de 2008
| Categoria                                                                 | Premiados                                                                                              |
| ------------------------------------------------------------------------- | --- |
| Prêmio de Recém-Chegado (categoria Comédia)                               | Kim Jin-gon Hong Yoon Hwa                                                                              |
| Prêmio de Recém-Chegado (categoria Variedade)                             | Yang Jung-a Gold Miss Diary                                                                            |
| Prêmio Especial (categoria Fotógrafo de radiodifusão)                     | Lee Mi-sun (categoria Entretenimento) Jang Yun-jeong (categoria Educação) Kim Joo-ri (categoria Rádio) |
| Prêmio Especial (categoria Anunciante)                                    | Jeong Mi-seon                                                                                          |
| Prêmio Especial (DJ de Rádio)                                             | Choi Hwa-jung                                                                                          |
| Prêmio Escolha do Produtor (categoria MC)                                 | Kim Gura Shin Bong-sun                                                                                 |
| Prêmio Escolha do Produtor (categoria estrela de TV)                      | Kim Su-ro Jang Yun-jeong                                                                               |
| Prêmio de Melhor Entertainer                                              | Park Sang-myun Sol Bi                                                                                  |
| Prêmio de Melhor Trabalho em Equipe                                       | Gold Miss Diary                                                                                        |
| Prêmio de Alta Popularidade pelo Internauta                               | Lee Chun-hee Park Ye-jin                                                                               |
| Prêmio para o Espírito                                                    | Ji Sang-ryeol Song Eun Yi Noh Hong-chul                                                                |
| Prêmio de Alta Excelência em Comédia                                      | Han Hyeon-min                                                                                          |
| Prêmio de Excelência em Comédia                                           | Lee Yong-jin Lee Jin-ho Yang Se-chan Oh In-taek                                                        |
| Prêmio de Excelência para Programa do Ano pela Escolha do Internauta      | Star King                                                                                              |
| Prêmio de Alta Excelência para Programa do Ano pela Escolha do Internauta | Family Outing                                                                                          |

### Vencedores de 2009
| Categoria                                               | Premiados                                |
| ------------------------------------------------------- | ---------------------------------------- |
| Prêmio de Recém-Chegado (categoria Comédia)             | Jung Min-kyu                             |
| Prêmio de Recém-Chegado (categoria Variedade)           | Boom Leeteuk Eunhyuk                     |
| Prêmio de Anunciante                                    | Park Sun-young                           |
| Prêmio de DJ de Rádio                                   | Song Eun Yi Shin Bong-sun Kim Chang-Ryul |
| Prêmio de Roteirista                                    | Choi Mung-young                          |
| Prêmio de Carreira                                      | Jo Young-gu                              |
| Prêmio de Escolha do Produtor (categoria estrela de TV) | Kim Gook-jin Yang Jung-a                 |
| Prêmio de Escolha do Produtor (categoria MC)            | Kim Jong-un                              |
| Prêmio de Melhor Trabalho em Equipe                     | Family Outing                            |
| Prêmio de Melhor Entertainer                            | Kim Gura Moon Hee-joon                   |
| Prêmio de Alta Popularidade pelo Internauta             | Lee Seung-gi Lee Hyori                   |
| Prêmio de Excelência em Comédia                         | Lee Sang-jun Kim Jong-myung              |
| Prêmio de Excelência em Variedade                       | Jang Yun-jeong Jo Hye-ryun Shin Bong-sun |
| Prêmio de Melhor MC                                     | Kim Yong-man                             |
| Prêmio de Melhor Programa                               | Strong Heart                             |

### Vencedores de 2010
| Categoria                                                | Premiados |
| -------------------------------------------------------- | --- |
| Melhor MC                                                | Lee Seung-gi |
| Prêmio de Alta Popularidade pelo Internauta              | Lee Seung-gi |
| Programa Mais Popular pelo Internauta                    | Running Man |
| Prêmio de Programa do Ano                                | Star King |
| Prêmio de Melhor Estrela de TV                           | Jo Hye-Ryun Shin Bong-sun Kim Jong-kook                                                                                         |
| Prêmio de Melhor Trabalho em Equipe                      | Heroes |
| Prêmio Especial                                          | Sean Lee |
| Prêmio de Entertainer Geral                              | Kim Yeong-cheol Kim Hyo-jin |
| Prêmio 10 Estrelas da SBS 20th Anniversary Entertainment | Lee Hong-ryul Kang Ho-dong Lee Young-ja Yoo Jae-suk Lee Kyung-kyu Nam Hee-suk Lee Bong-won Shin Dong-yup Kim Yong-man Lee Hyori |
| Prêmio Escolha do Produtor (categoria MC)                | Kim Gook-jin Jang Yun-jeong |
| Prêmio de Recém-Chegado                                  | Song Joong-ki Gary Lee Kwang-soo Luna Minho Jo Kwon Yong-hwa Shindong IU Kahi                                                   |
| Prêmio Especial                                          | Kim Byung-se Song Ji-hyo |
| Prêmio de Anunciante                                     | Choi Ki-hwan |
| Prêmio de DJ de Radio                                    | Kim Chang-wan |
| Prêmio de Roteirista                                     | Kim Yoon-young Song Jung-yeon                                                                                                   |

### Vencedores de 2011
| Categoria                                     | Premiados                             |
| --------------------------------------------- | ------------------------------------- |
| Prêmio de Recém-Chegado (categoria Talk show) | Han Hye-jin                           |
| Prêmio de Recém-Chegado (categoria Variedade) | Lee Kwang-soo                         |
| Prêmio de Recém-Chegado (categoria Comédia)   | Kang Jae-joon                         |
| Prêmio de Anunciante                          | Kim So-won                            |
| Prêmio de DJ de Rádio                         | Choi Baek-ho Park So-hyun             |
| Prêmio de Escritor de Programa                | Park Hyeon-Suk Choe Gyeong            |
| Prêmio Especial                               | Kim Yuna                              |
| Prêmio de Carreira                            | Equipe de Law of the Jungle           |
| Melhor MC escolhido pelos Produtores          | Lee Kyung-kyu                         |
| Prêmio de Melhor Trabalho em Equipe           | Star Junior Show                      |
| Prêmio de Casal                               | Choi Yang-rak & Paeng Hyun-sook       |
| Prêmio de Melhor Entertainer de Talk Show     | Paeng Hyun-sook Shindong Jeong Joo-ri |
| Prêmio de Melhor Entertainer de Variedade     | Park Jun-geum Yoo In-na Haha          |
| Prêmio de Melhor Popularidade pelo Internauta | Lee Seung-gi                          |
| Prêmio de Excelência em Comédia               | Son Min-hyuk Hong Hyun-hee            |
| Prêmio de Excelência em Talk Show             | Boom Leeteuk Jo Hye-ryun              |
| Prêmio de Melhor Entertainer de Variedade     | Park Jun-geum Yoo In-na Haha          |
| Programa de Excelência em Variedade           | Song Ji-hyo Kim Jong-kook             |
| Programa de Excelência (Talk Show)            | Strong Heart                          |
| Prêmio de Programa de Excelência (Variedade)  | Running Man                           |
| Melhor Prêmio de Excelência (Talk show)       | Lee Seung-gi                          |
| Programa de Excelência (Variedade)            | Kim Byung-man                         |

### Vencedores de 2012
| Categoria                                                      | Premiados                                  |
| -------------------------------------------------------------- | ------------------------------------------ |
| Prêmio de Recém-Chegado (categoria MC)                         | Lee Dong-wook                              |
| Prêmio de Recém-Chegado (categoria Comédia)                    | Kim Min-ki                                 |
| Prêmio de Anunciante                                           | Park Eun-kyung                             |
| Prêmio de DJ de Rádio                                          | Cultwo Park Ji-sun Park Young-jin          |
| Prêmio de Escritor de Programa                                 | Ryu Hye-rin Kim Mi-kyung Kim Eun-sun       |
| Prêmio Especial                                                | BoA                                        |
| Prêmio de Carreira                                             | Kim Sang-joong                             |
| Melhor MC Escolhido pelos Produtores                           | Yoon Do-hyun                               |
| Prêmio de Melhor Trabalho em Equipe                            | Honey                                      |
| Prêmio de Casal                                                | Shin Dong-yup & Lee Dong-wook              |
| Prêmio de Melhor Família                                       | Jung Eun-pyo Yeom Kyung-hwan Lee Jung-yong |
| Prêmio de Melhor Entertainer (categoria Talk Show)             | Boom Leeteuk                               |
| Prêmio de Melhor Entertainer (categoria Variedade)             | Kim Ji-sun Jeon Hye-bin Choo Sung-hoon     |
| Prêmio de Excelência em Comédia                                | Hong Yoon-hwa Kim Yong-myung               |
| Prêmio de Excelência em Talk Show                              | Han Hye-jin                                |
| Prêmio de Excelência em Variedade                              | Gary Ji Suk-jin                            |
| Prêmio de Popularidade pela Escolha do Espectador              | Yoo Jae-suk                                |
| Prêmio de Programa pela Escolha do Espectador                  | Running Man                                |
| Prêmio de Excelência em Programa (categoria Talk Show)         | Healing Camp, Aren't You Happy             |
| Prêmio de Excelência em Programa (categoria Variedade)         | K-pop Star 2                               |
| Melhor Prêmio de Excelência em Programa                        | Law of the Jungle                          |
| Melhor Prêmio de Excelência (categoria Comédia)                | Jung Hyun-soo Hong Hyun-hee                |
| Melhor Prêmio de Excelência (categoria Talk Show)              | Lee Kyung-kyu                              |
| Melhor Prêmio de Excelência (categoria Programa de Variedades) | Kim Byung-man                              |

### Vencedores de 2013
| Categoria                                                        | Premiados |
| ---------------------------------------------------------------- | --- |
| Melhor Prêmio de Excelência (categoria Variedade)                | Lee Kyung-kyu Song Ji-hyo |
| Melhor Prêmio de Excelência (categoria Talk Show)                | Sung Yu-ri Kim Jong-kook Haha |
| Melhor Prêmio de Excelência (categoria Comédia)                  | Ahn Siu Nam Ho-yeon |
| Prêmio de Recém-Chegado (categoria Comédia)                      | Kim Jung-hwan |
| Prêmio de Recém-Chegado (categoria MC)                           | Soo-young |
| Prêmio de Recém-Chegado (categoria Variedade)                    | Ham Ik-byung |
| Melhor Comédia                                                   | Uncle Jong-gi Just Because Of Friendship |
| Prêmio de Anunciante                                             | Kim Min-ji |
| Prêmio de DJ de Rádio                                            | Jung Sun-hee Noh Sa-yeon Lee Sung-min |
| Prêmio de Roteirista                                             | Jo Jung Eun – Documentário (Partners) Jo Gipeum – Prêmio de Programa de Variedade (Law Of The Jungle) Kang E Mo – Prêmio de Rádio (Chae Bak Ho’s Radio Show) |
| Prêmio de Serviços a Sociedade                                   | Racing Heart Team |
| Prêmios de PD: setor de TV                                       | Kang Ho-dong |
| Prêmios de PD: programas de Rádio                                | Cultwo |
| Prêmio de Melhor Staff                                           | Equipe de Law of the Jungle |
| Prêmio de Melhor Casal                                           | Lee Hwi-jae & Jang Yun-jeong |
| Prêmio de Melhor Trabalho em Equipe                              | Star Junior Show Team |
| Prêmio de Melhor Família                                         | Star Couple Show Team |
| Prêmio de Melhor Entertainer                                     | Park Jun-gyu Kim Jong-min Kwanghee |
| Prêmio de Melhor Desafio                                         | Ahn Jung-hwan Oh Jong-hyuk |
| Prêmio de Popularidade                                           | Kim Sung-soo Cho Yeo-jeong |
| Prêmio de Amizade                                                | Lee Kwang-soo Ryu Dam |
| Prêmio de Excelência para Programas de Talk Shows                | Healing Camp, Aren't You Happy |
| Prêmio de Excelência para Programas de Variedade                 | K-pop Star 3 |
| Prêmio de Alta Excelência para Programas (escolha do Espectador) | Running Man |

### Vencedores de 2014
| Categoria                                                       | Premiados                                                                                       |
| --------------------------------------------------------------- | ----------------------------------------------------------------------------------------------- |
| Prêmio de Alta Excelência (categoria Variedade)                 | Kim Jong-kook                                                                                   |
| Prêmio de Alta Excelência (categoria Talk Show)                 | Cultwo                                                                                          |
| Prêmio de Alta Excelência (categoria Comédia)                   | Hong Yoon-hwa Lee Dong-yeob                                                                     |
| Prêmio de Excelência (categoria Comédia)                        | Kim Hyun-jung Jang Hong-jae Park Young-jae                                                      |
| Prêmio de Excelência (categoria Talk Show)                      | Yoon Do-hyun                                                                                    |
| Prêmio de Excelência (categoria Variedade)                      | Lee Kwang-soo                                                                                   |
| Prêmio de Recém-Chegado (categoria Variedade)                   | Jackson                                                                                         |
| Prêmio de Recém-Chegado (categoria Variedade)                   | Bae Jong-ok                                                                                     |
| Prêmio de Recém-Chegado (categoria Comédia)                     | Choi Baek-sun Park Jin-joo                                                                      |
| Prêmio de Anunciante                                            | Choi Ki-wan                                                                                     |
| Prêmio de DJ de Rádio                                           | Gong Hyung-jin Kim Ji-sun Kim Ill-joong                                                         |
| Prêmio de Roteirista                                            | Shin Jin Ju (SBS Especial) Shim Eun Ha (Programa de Variedade) Kim Jong Sun (Programa de Rádio) |
| Prêmio Especial                                                 | You Hee-yeol                                                                                    |
| Prêmio PD (categoria TV)                                        | Sung Yu-ri                                                                                      |
| Prêmio PD (categoria Rádio)                                     | Kim Chang-wan                                                                                   |
| Prêmio de Melhor Trabalho em Equipe                             | Star Junior Show Team                                                                           |
| Prêmio de Melhor Família                                        | Oh! My Baby cast                                                                                |
| Prêmio de Melhor Entertainer                                    | Ye Ji-won Park Jong Chul Ryu Dam                                                                |
| Prêmio de Melhor Casal                                          | Lee Manki & Choi Wee Duk Nam Jae Hyun & Lee Chun Ja                                             |
| Prêmio de Melhor MC                                             | Lim Sung Hoon Kim Won-hee                                                                       |
| Prêmio Nova Estrela                                             | Jo Se-ho Lee Guk-joo Kim Ill-joong                                                              |
| Prêmio de Alta Excelência para Programas (categoria Talk Shows) | K-pop Star 4                                                                                    |
| Prêmio de Alta Excelência para Programas (categoria Variedade)  | Law of the Jungle                                                                               |
| Prêmio de Excelência para Programas (categoria Talk Shows)      | Star King                                                                                       |
| Prêmio de Excelência para Programas (categoria Variedade)       | Star Couple Show                                                                                |
| Melhor Programa pela Escolha do Espectador                      | Running Man                                                                                     |
| Prêmio de Estrela Mais Popular pela Escolha do Espectador       | Yoo Jae-suk                                                                                     |

### Vencedores de 2015
| Categoria                                               | Premiados                    |
| ------------------------------------------------------- | ---------------------------- |
| Melhor Programa de Variedade pela Escolha do Espectador | Running Man                  |
| Prêmio de Popularidade pela Escolha do Espectador       | Yoo Jae-suk                  |
| Prêmio de Excelência em Programa                        | Same Bed, Different Dreams   |
| Prêmio Top Excelência em Programa (categoria Variedade) | K-pop Star 5                 |
| Prêmio Top Excelência em Programa (categoria Talk Show) | Star Couple Show             |
| Prêmio de Excelência (categoria Variedade)              | Ji Suk-jin                   |
| Prêmio de Excelência (categoria Talk Show)              | Kim Joon Hyun                |
| Prêmio de Variedade                                     | Song Ji-hyo                  |
| Prêmio de Talk Show                                     | Kim Won-hee                  |
| Prêmio de Comédia                                       | Kang Jae-jun                 |
| Prêmio de Excelência em Comédia (Masculino)             | Ahn Shi-woo                  |
| Prêmio de Excelência em Comédia (Feminino)              | Lee Eun-hyung                |
| Prêmio de Recém-Chegado (Masculino)                     | Seo Jang-hoon                |
| Prêmio de Recém-Chegado (Feminino)                      | Kim Wan-sun                  |
| Prêmio de Recém-Chegado (Masculino)                     | Oh Min-woo                   |
| Prêmio de Recém-Chegado (Feminino)                      | Park Ji Hyun                 |
| Prêmio de Produtor (TV)                                 | Kim Gura                     |
| Prêmio de Produtor (Rádio)                              | Lee Sook-young               |
| Prêmio de Anunciante                                    | Bae Sung-jae                 |
| Prêmio de Roteirista                                    | Choi Mung-yeong Kim Yun-hui  |
| Prêmio de Recém-Chegado de DJ de Rádio                  | Jang Ye-won                  |
| Prêmio de DJ de Rádio                                   | Lee Guk-joo Hong Rok-gi      |
| Prêmio de Preferência                                   | Lee Chunja                   |
| Prêmio Especial                                         | Kim Sang-joong               |
| Prêmio de Melhor Casal                                  | Kim Gook-jin & Kang Soo-ji   |
| Prêmio de Melhor Família                                | Oh! My Baby cast             |
| Prêmio de Melhor Trabalho em Equipe                     | Shaolin Clenched Fists cast  |
| Prêmio de Melhor Entertainer                            | Yook Joong-wan Park Han-byul |
| Prêmio de Melhor Competidor                             | Jeong Jinwoon Goo Hara       |

## Classificações
| Data de transmissão    | TNmS                          | TNmS                          | AGB                           | AGB                           |
| Data de transmissão    | Em todo o país                | Região Metropolitana de Seul  | Em todo o país                | Região Metropolitana de Seul  |
| ---------------------- | ----------------------------- | ----------------------------- | ----------------------------- | ----------------------------- |
| 28 de dezembro de 2007 | 14.9%(parte 1) 16.0%(parte 2) | 15.4%(parte 1) 16.5%(parte 2) | 13.1%(parte 1) 13.5%(parte 2) | 13.6%(parte 1) 13.2%(parte 2) |
| 30 de dezembro de 2008 | 18.3%(parte 1) 21.2%(parte 2) | 19.1%(parte 1) 21.8%(parte 2) | 17.1%(parte 1) 21.4%(parte 2) | 17.7%(parte 1) 21.6%(2 part)  |
| 30 de dezembro de 2009 | 20.9%(parte 1) 22.0%(parte 2) | 20.9%(parte 1) 21.8%(parte 2) | 19.3%(parte 1) 21.1%(2 part)  | 20.8%(parte 1) 21.8%(parte 2) |
| 30 de dezembro de 2010 | 15.9%(parte 1) 16.6%(parte 2) | 16.0%(parte 1) 16.4%(parte 2) | 17.9%(parte 1) 19.6%(parte 2) | 19.4%(parte 1) 20.2%(parte 2) |
| 30 de dezembro de 2011 | 12.4%(parte 1) 13.0%(parte 2) | 14.1%(parte 1) 14.6%(parte 2) | 13.4%(parte 1) 15.6%(parte 2) | 14.3%(parte 1) 17.5%(parte 2) |
| 30 de dezembro de 2012 | 9.1%(parte 1) 15.2%(parte 2)  | 9.8%(parte 1) 16.8%(parte 2)  | 8.5%(parte 1) 16.3%(parte 2)  | 9.2%(parte 1) 17.9%(parte 2)  |
| 30 de dezembro de 2013 | 9.6%(parte 1) 10.5%(parte 2)  | 11.6%(parte 1) 13.0%(parte 2) | 10.5%(parte 1) 12.2%(parte 2) | 11.4%(parte 1) 13.4%(parte 2) |
| 30 de dezembro de 2014 | 9.1%(parte 1) 11.0%(parte 2)  | 11.0%(parte 1) 13.2%(parte 2) | 9.2%(parte 1) 11.5%(parte 2)  | 10.1%(parte 1) 13.0%(parte 2) |
| 30 de dezembro de 2015 | 7.6%(parte 1) 9.8%(parte 2)   | 8.3%(parte 1) 10.9%(parte 2)  | 9.2%(parte 1) 10.6%(parte 2)  | 10.1%(parte 1) 11.6%(parte 2) |